# Alphapithovirus

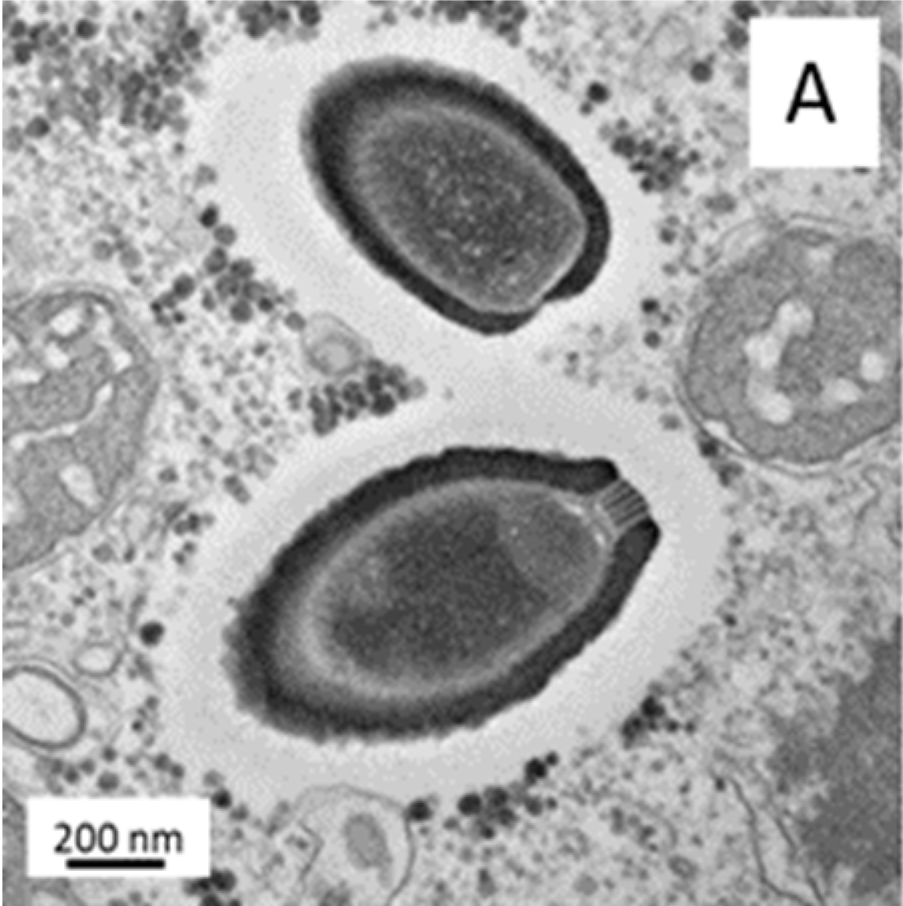
TEM-Aufnahme zweier Virionen der Spezies Alphapithovirus massiliense.

Alphapithovirus (ursprünglich vorgeschlagen als Pithovirus) ist die Bezeichnung einer am 30. April 2024 vom International Committee on Taxonomy of Viruses (ICTV) offiziell anerkannten Gattung innerhalb der gleichzeitig neu eingerichteten Familie Pithoviridae (Ordnung Pimascovirales) von Riesenviren des Phylums Negarnaviricota (ursprünglich bezeichnet als Nucleocytoplasmic large DNA viruses, NCLDV).

## Entdeckung
Die erste Spezies der Gattung, Alphapithovirus sibericum (ursprünglich vorgeschlagen als Pithovirus sibericum), wurde 2014 von Legendre et al. aus über 30.000 Jahre altem sibirischem Permafrostboden isoliert. Es war das bis dato älteste Eukaryoten infizierende DNA-Virus, das wieder zu einer Infektion gebracht werden konnte. Dies lässt vermuten, dass aus dem auf Grund der globalen Erwärmung auftauenden Permafrostboden noch weitere infektiöse Viren oder Mikroorganismen freigesetzt werden könnten. Um im Boden nach noch infektiösen Viren zu suchen, wurde eine Probe aus spät-pleistozänen Sedimenten des Kolyma-Tieflands steril entnommen und diese mit einer Kultur von Acanthamoeba castellanii als möglichem Wirt für Viren inkubiert. Nach der Vermehrung in Acanthamoeba wurden die Viruspartikel gereinigt und mittels Transmissionselektronenmikroskopie und Genomsequenzierung analysiert.
2016 gaben Levasseur et al. die Isolierung einer weiteren Spezies in dieser Gattung, Alphapithovirus massiliense (ursprünglich Pithovirus massiliensis), bekannt.

## Eigenschaften

### Aufbau

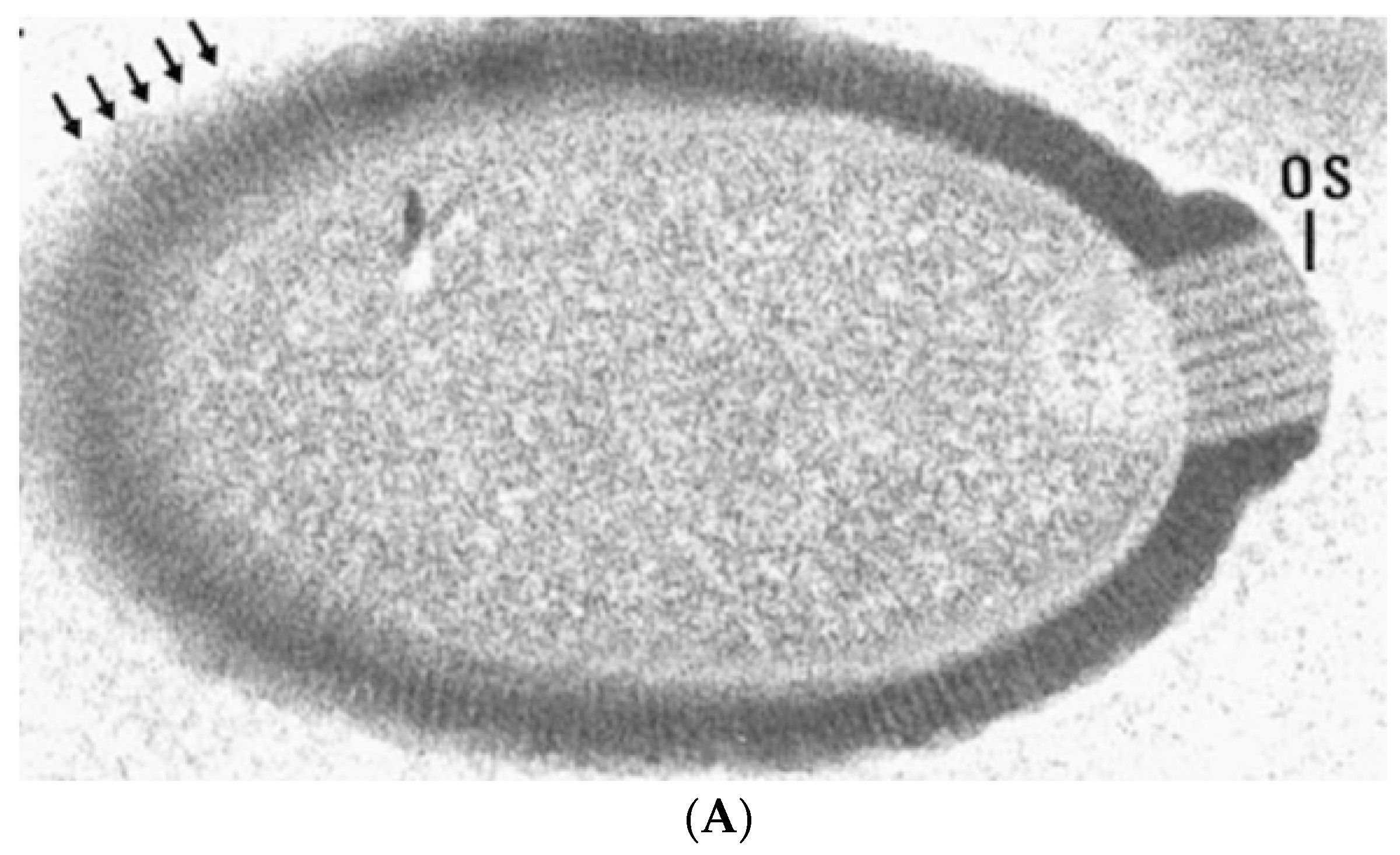
TEM-Aufnahme eines Alphapithovirus-Virions. Das Bild zeigt die elektronendichte Viruswand, bestehend aus orientierten Fasern oder Mikrotubuli (Pfeile), sowie einer ausgeprägten Öffnung oder Pore (Ostiole, os), die sich am apikalen (vorderen) Ende des Virions befindet.

Schemazeichnung eines Virions der Gattung Alphapithovirus (Querschnitt)

Die Virionen von Alphapithovirus sibericum sind bereits lichtmikroskopisch als eiförmige Partikel zu erkennen; sie haben eine Länge von etwa 1,5 µm und eine Breite von etwa 500 nm. Elektronenmikroskopisch lässt sich eine etwa 60 nm dicke Virushülle erkennen, die parallele, aufrechte Streifen aufweist. Die Öffnung an der Spitze der Virushülle wird durch eine etwa 160 nm breite und 80 nm dicke Struktur aus 15 nm breiten Stäben verschlossen, die in der Aufsicht ein hexagonales Gittermuster aufweist und mit einer aufgerollten Membran im Inneren verbunden zu sein scheint. Im Inneren der Virushülle liegt ein membranumschlossenes Kompartiment, das keine inneren Strukturen aufweist, außer einer gelegentlich sichtbaren 50 nm durchmessenden elektronendichten Kugel und einer schlauchförmigen Struktur entlang der Längsachse des Virus.
Alphapithovirus sibericum unterscheidet sich damit von den äußerlich ähnlichen Pandoraviren durch die korkenartige Struktur an der Hüllenspitze und das deutlich kleinere, AT-reichere Genom mit weniger Genen.

### Genom
Das Genom besteht aus doppelsträngiger DNA (dsDNA), die als geschlossener Ring oder als lineares Molekül mit redundanten Enden vorliegen könnte. Die 610.033 Basenpaare weisen einen GC-Gehalt von 36 % auf und kodieren für 467 Proteine.

## Lebenszyklus
Der Lebenszyklus von Alphapithovirus sibericum ist aus Kulturen mit Acanthamoeba bekannt und beginnt mit der Phagocytose der Viruspartikel durch den Wirt. Nach dem Verlust der korkenartigen Struktur fusioniert die virale Membran mit der Vakuolenmembran des Wirts, so dass sich eine kanalartige Verbindung des viralen Kompartiments mit dem Wirtscytoplasma bildet. Vier bis sechs Stunden nach der Infektion wird eine klare Zone im Wirtscytoplasma sichtbar, in der sich zahlreiche Vesikel sammeln. Die Virushülle und das innere Kompartiment werden gemeinsam gebildet, wobei zuerst rechteckige, geschlossene Partikel, bereits mit der charakteristischen korkenartigen Struktur, entstehen, deren äußere Wand sich später verdickt und die dann ihre eiförmige Gestalt annehmen. Die gestreifte, äußerste Schicht wird am Ende und in einzelnen Stücken aufgebaut. Am Ende wird die Wirtszelle aufgelöst und hunderte von Viruspartikeln (Virionen) werden entlassen.

## Etymologie
Der Namensteil Pitho- leitet sich ab von altgriechisch πίθος píthos, deutsch ‚Vorratsgefäß‘ (siehe auch die – nicht ganz korrekte Übersetzung – Büchse der Pandora); im Namen der Ordnung Pimascovirales (veraltet: PMI-Gruppe oder MAPI-Superklade) steht das ‚P‘ für ‚Pitho-‘ (Pithoviridae), das ‚I‘ für ‚Irido-‘ (Iridoviridae), das ‚M‘ für ‚Marseille-‘ (Marseilleviridae) und ‚Asco‘ für Ascoviridae.

## Systematik

### Innere Systematik
Die folgende Liste umfasst auch weitere Vorschläge für zugehörige Virenspezies (Stand 3. März 2025), ergänzt um einige Vorschläge (in Anführungszeichen):
Ordnung Pimascovirales
- Unterordnung Ocovirineae
  - Familie Pithoviridae (Pithoviren, englisch Pithoviruses)
    - Unterfamilie Orthocedratvirinae
      - Gattung Alphacedratvirus

    - Unterfamilie Orthopithovirinae
      - Gattung Alphapithovirus (ursprünglich Pithovirus)
        - Spezies Alphapithovirus massiliense (ursprünglich Pithovirus massiliensis, Pithovirus sp. LC8)[5][10][11]
          - Pithovirus massiliensis (PTVM)
            - Pithovirus massiliensis LC8[12]

        - Spezies Alphapithovirus sibericum (ursprünglich Pithovirus sibericum, Alphapithovirus siberiense)[11][13]
          - Pithovirus sibericum (PTVS, PiVs)
            - Pithovirus sibericum P1084-T

        - Spezies „Pithovirus biwaensis“[14]
          - Pithovirus biwaensis BST12E

        - Spezies „Pithovirus lacustris“[15]
          - Pithovirus lacustris KC5/2

      - LCV-Klade 1[16]
        - Spezies „Pithovirus LCPAC101“
        - Spezies „Pithovirus LCPAC102“
        - Spezies „Pithovirus LCPAC103“

      - LCV-Klade 2[16]
        - Spezies „Pithovirus LCPAC104“
        - Spezies „Pithovirus LCPAC201“
        - Spezies „Pithovirus LCPAC102“

      - LCV-Klade 3[16]
        - Spezies „Pithovirus LCPAC302“
        - Spezies „Pithovirus LCPAC304“

      - LCV-Klade 4[16]
        - Spezies „Pithovirus LCPAC401“
        - Spezies „Pithovirus LCPAC403“
        - Spezies „Pithovirus LCPAC404“
        - Spezies „Pithovirus LCPAC406“

      - ohne (sichere) Kladen-/Gattungszuweisung
        - Spezies „Pithovirus LCPAC001“
        - Spezies „Pithovirus LCDPAC01“
        - Spezies „Pithovirus LCPAC102“
        - Spezies „Pithovirus mammoth“ („Yana14“)[17] (lt. NCBI nicht direkt zur Gattung)
        - Pithovirus mammoth Yana14

    - Vorschläge ohne Zuweisung einer Unterfamilie
      - Gattung „Solivirus“
      - Gattung „Solumnvirus“

Anmerkung:
Aus Metagenomanalysen vom Schwarzen Raucher Lokis Schloss (englisch Loki’s castle) durch Disa Bäckström et al. (2019) stammen die Kladen so genannter „Pitho-artiger Loki's-Castle-dsDNA-Viren“ (englisch Loki’s Castle Viruses, Pitho-like, LCV, LCPA oder LCDPA).

### Äußere Systematik

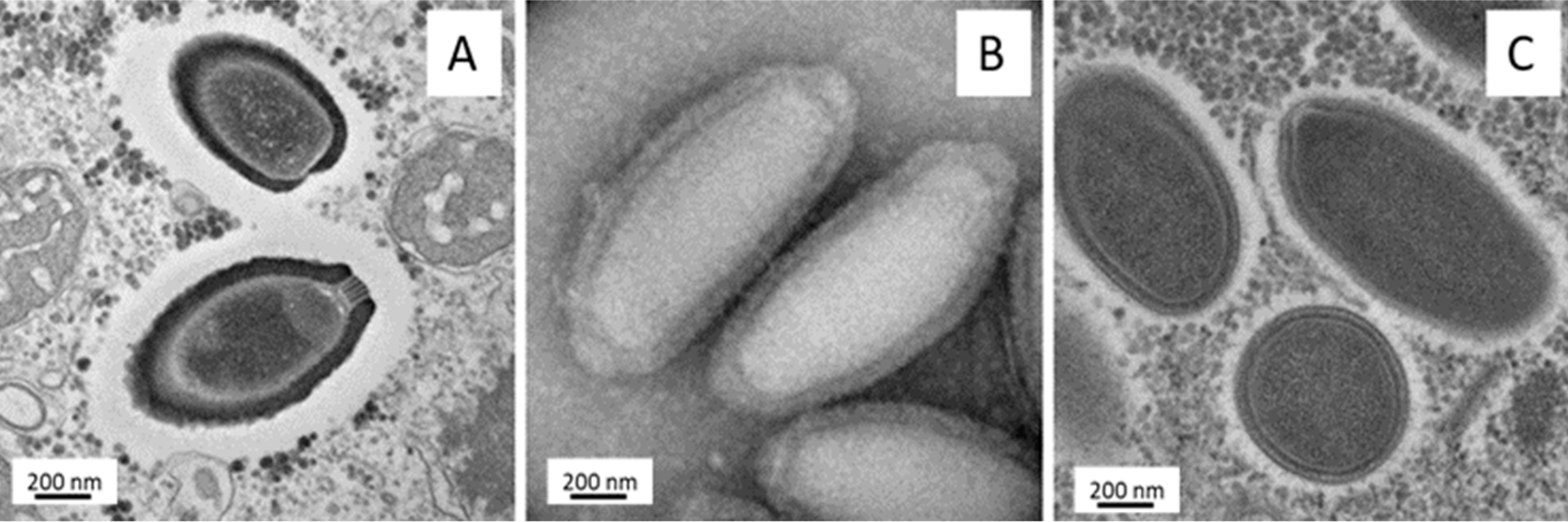
TEM-Aufnahmen von Virionen einiger Kandidaten der Klade pithovirus-ähnlicher Viren. Von links nach rechts: Alphapithovirus massiliense, Cedratvirus A11, Orpheovirus.

Inzwischen wurden weitere Viren gefunden, die offenbar ins Umfeld der Gattung Alphapithovirus bzw. der Familie Pithoviridae gehören; derartige Vorschläge sind in Anführungszeichen angegeben (Auswahl).
Vom ICTV bestätigt:
- Gattung Alphacedratvirus (mit Cedratvirus A11)[19][11] – per ICTV in eigene Familie Cedratviridae
- Gattung Alphaorpheovirus (mit Orpheovirus IHUMI-LCC2)[10][11] – per ICTV in eigene Familie Orpheoviridae

Vorschläge:
- Spezies „Sissivirus“ (mit Sissivirus S55)[4]
- Spezies/Gattung „Solivirus“[20][4] und
- Spezies/Gattung „Solumvirus“.[21][4] sind vorgeschlagene Spezies aus einer Metagenomanalyse von Waldbodenproben durch F. Schulz und Kollegen 2018.[22]
- Spezies/Gattung „Misannotatedvirus“[4] alias „misidentified virus“[11]

Für die (damals in einem weiten Sinn verstandene) Familie Pithoviridae und diese weiteren Funde in der (Ordnung Pimascovirales) schlugen Schulz et al. 2018 folgende Systematik vor – ergänzt nach Julien Andreani et al. (2018), Clara Rolland et al. (2019) und ICTV MSL#40v1 (3.–7. März 2025):
|                         | „Solumvirus“                                                         |
|                         |                                                                      |
|                         | \| \| „Sissivirus“[4] \| \| \| \| \| \| Alphaorpheovirus \| \| \| \| |
|                         |                                                                      |
|                         | „Misannotatedvirus“ (misidentified virus, ehemals Rickettsiales).    |
| Vorlage:Klade/Wartung/3 |                                                                      |
|                         | „Sissivirus“                                                         |
|                         |                                                                      |
|                         | Alphaorpheovirus                                                     |
|                         |                                                                      |

|  | „Sissivirus“     |
|  |                  |
|  | Alphaorpheovirus |
|  |                  |

|  | Alphapithovirus  |
|  |                  |
|  | Alphacedratvirus |
|  |                  |

|                         | „Solumvirus“                                                         |
|                         |                                                                      |
|                         | \| \| „Sissivirus“[4] \| \| \| \| \| \| Alphaorpheovirus \| \| \| \| |
|                         |                                                                      |
|                         | „Misannotatedvirus“ (misidentified virus, ehemals Rickettsiales).    |
| Vorlage:Klade/Wartung/3 |                                                                      |
|                         | „Sissivirus“                                                         |
|                         |                                                                      |
|                         | Alphaorpheovirus                                                     |
|                         |                                                                      |

|  | „Sissivirus“     |
|  |                  |
|  | Alphaorpheovirus |
|  |                  |

|  | Alphapithovirus  |
|  |                  |
|  | Alphacedratvirus |
|  |                  |

|                         | „Solumvirus“                                                         |
|                         |                                                                      |
|                         | \| \| „Sissivirus“[4] \| \| \| \| \| \| Alphaorpheovirus \| \| \| \| |
|                         |                                                                      |
|                         | „Misannotatedvirus“ (misidentified virus, ehemals Rickettsiales).    |
| Vorlage:Klade/Wartung/3 |                                                                      |
|                         | „Sissivirus“                                                         |
|                         |                                                                      |
|                         | Alphaorpheovirus                                                     |
|                         |                                                                      |

|  | „Sissivirus“     |
|  |                  |
|  | Alphaorpheovirus |
|  |                  |

|  | Alphapithovirus  |
|  |                  |
|  | Alphacedratvirus |
|  |                  |

|                         | „Solumvirus“                                                         |
|                         |                                                                      |
|                         | \| \| „Sissivirus“[4] \| \| \| \| \| \| Alphaorpheovirus \| \| \| \| |
|                         |                                                                      |
|                         | „Misannotatedvirus“ (misidentified virus, ehemals Rickettsiales).    |
| Vorlage:Klade/Wartung/3 |                                                                      |
|                         | „Sissivirus“                                                         |
|                         |                                                                      |
|                         | Alphaorpheovirus                                                     |
|                         |                                                                      |

|  | „Sissivirus“     |
|  |                  |
|  | Alphaorpheovirus |
|  |                  |

|  | Alphapithovirus  |
|  |                  |
|  | Alphacedratvirus |
|  |                  |

Anmerkungen:
- Für die Gattungsnamen wurden die seit dem 30. April 2024 durch das ICTV festgesetzten Bezeichnungen (mit dem Präfix Alpha-) eingesetzt.
- Das ICTV hat am 30. April 2024 für die Cedratviren eine eigene Familie Cedratviridae geschaffen (anders als in Andreani et al. 2018 vorgeschlagen)
- Das Kladogramm ist in Übereinstimmung mit der Systematik bei CNRS (2018)[24] und Rolland et al. (2019) Fig. 2a. – Fig. 2b zeigt dort ein etwas anderes Bild:[4]

|  | „Sissivirus S55“ |
|  |                  |
|  | Alphaorpheovirus |
|  |                  |

|  | Pithoviridae: Alphapithovirus   |
|  |                                 |
|  | Cedratviridae: Alphacedratvirus |
|  |                                 |

|  | „Sissivirus S55“ |
|  |                  |
|  | Alphaorpheovirus |
|  |                  |

|  | Pithoviridae: Alphapithovirus   |
|  |                                 |
|  | Cedratviridae: Alphacedratvirus |
|  |                                 |

|  | „Sissivirus S55“ |
|  |                  |
|  | Alphaorpheovirus |
|  |                  |

|  | Pithoviridae: Alphapithovirus   |
|  |                                 |
|  | Cedratviridae: Alphacedratvirus |
|  |                                 |

|  | „Sissivirus S55“ |
|  |                  |
|  | Alphaorpheovirus |
|  |                  |

|  | Pithoviridae: Alphapithovirus   |
|  |                                 |
|  | Cedratviridae: Alphacedratvirus |
|  |                                 |

|  | „Sissivirus S55“ |
|  |                  |
|  | Alphaorpheovirus |
|  |                  |

|  | Pithoviridae: Alphapithovirus   |
|  |                                 |
|  | Cedratviridae: Alphacedratvirus |
|  |                                 |

|  | „Sissivirus S55“ |
|  |                  |
|  | Alphaorpheovirus |
|  |                  |

|  | Pithoviridae: Alphapithovirus   |
|  |                                 |
|  | Cedratviridae: Alphacedratvirus |
|  |                                 |

|  | „Sissivirus S55“ |
|  |                  |
|  | Alphaorpheovirus |
|  |                  |

|  | Pithoviridae: Alphapithovirus   |
|  |                                 |
|  | Cedratviridae: Alphacedratvirus |
|  |                                 |

|  | „Sissivirus S55“ |
|  |                  |
|  | Alphaorpheovirus |
|  |                  |

|  | Pithoviridae: Alphapithovirus   |
|  |                                 |
|  | Cedratviridae: Alphacedratvirus |
|  |                                 |

|  | „Sissivirus S55“ |
|  |                  |
|  | Alphaorpheovirus |
|  |                  |

|  | Pithoviridae: Alphapithovirus   |
|  |                                 |
|  | Cedratviridae: Alphacedratvirus |
|  |                                 |

|  | „Sissivirus S55“ |
|  |                  |
|  | Alphaorpheovirus |
|  |                  |

|  | Pithoviridae: Alphapithovirus   |
|  |                                 |
|  | Cedratviridae: Alphacedratvirus |
|  |                                 |

|  | „Sissivirus S55“ |
|  |                  |
|  | Alphaorpheovirus |
|  |                  |

|  | Pithoviridae: Alphapithovirus   |
|  |                                 |
|  | Cedratviridae: Alphacedratvirus |
|  |                                 |

|  | „Sissivirus S55“ |
|  |                  |
|  | Alphaorpheovirus |
|  |                  |

|  | Pithoviridae: Alphapithovirus   |
|  |                                 |
|  | Cedratviridae: Alphacedratvirus |
|  |                                 |

|  | „Sissivirus S55“ |
|  |                  |
|  | Alphaorpheovirus |
|  |                  |

|  | Pithoviridae: Alphapithovirus   |
|  |                                 |
|  | Cedratviridae: Alphacedratvirus |
|  |                                 |

|  | „Sissivirus S55“ |
|  |                  |
|  | Alphaorpheovirus |
|  |                  |

|  | Pithoviridae: Alphapithovirus   |
|  |                                 |
|  | Cedratviridae: Alphacedratvirus |
|  |                                 |

|  | „Sissivirus S55“ |
|  |                  |
|  | Alphaorpheovirus |
|  |                  |

|  | Pithoviridae: Alphapithovirus   |
|  |                                 |
|  | Cedratviridae: Alphacedratvirus |
|  |                                 |

|  | „Sissivirus S55“ |
|  |                  |
|  | Alphaorpheovirus |
|  |                  |

|  | Pithoviridae: Alphapithovirus   |
|  |                                 |
|  | Cedratviridae: Alphacedratvirus |
|  |                                 |

Hier steht jetzt nicht mehr „Solivirus“, sondern „Solumnvirus“ basal, was zeigt, dass 2019 offenbar noch keine stabile Aussage getroffen werden konnte.
Ähnlich wie Mimivirus war „Misannotatedvirus“ alias „misidentified virus“ wegen seiner Größe zunächst für ein Bakterium (zu Rickettsiales) gehalten worden, woraus sich der aktuelle Namensvorschlag ableitet.
Einige Autoren schlugen vor, nicht nur die Cedrat-, sondern auch die Orpheoviren und Verwandte ebenfalls in eine große Familie Pithoviridae zu integrieren, d. h. sie interpretieren diese Familie im weiteren Sinn identisch mit Pithovirus-like viruses im obigen Kladogramm. Das ICTV hat dagegen 2024 die Familien sehr eng gefasst und jeweils eigene geschaffen.
Zur phylogenetischen Stellung siehe Disa Bäckström et al. (2019), Fig. 3.